# Montmaur (Alpy Wysokie)
Montmaur – miejscowość i gmina we Francji, w regionie Prowansja-Alpy-Lazurowe Wybrzeże, w departamencie Alpy Wysokie.

## Demografia
Według danych na rok 1990 gminę zamieszkiwało 311 osób, a gęstość zaludnienia wynosiła 6 osób/km². W styczniu 2015 r. Montmaur zamieszkiwało 541 osób, przy gęstości zaludnienia wynoszącej 11,1 osób/km².